# 나이로비 두짓D2 단지 공격
나이로비 두짓D2 단지 공격에 관한 문서이다.
2019년 1월 15일부터 16일까지 케냐 나이로비 웨스트랜드 지역의 두짓D2(DusitD2) 단지에서 민간인을 대상으로 한 합동 공격이 발생했다. 공격은 EAT(UTC+3) 14시 30분경에 시작되었으며, 자살 폭탄 테러범이 단지 중앙 근처 레스토랑에서 스스로 자폭한 직후였다. 하라카트 알샤바브 알 무자헤딘과 관련된 4 명의 공격자가 22시간 이상 대량 총격을 가해 민간인 21명, 케냐 군인 1명, 무장 세력 5명이 모두 사망했다.
알샤바브는 공격 직후 AS 계열 샤하다 통신사를 통해 외부 작전 부서인 살레 안나반 대대와 함께 발표한 성명에서 공격에 대한 책임을 주장하며 책임이 있다고 주장했다.
우후루 케냐타 케냐 대통령은 케냐군이 주도한 19시간의 작전 끝에 이번 공격을 감행한 5명의 무장세력이 모두 보안군에 의해 제거됐다고 말했다.

## 같이 보기
- 가리사 대학교 테러